# Liste der brasilianischen Botschafter in El Salvador
Die brasilianische Botschaft befindet sich am Boulevard Sergio Vieira de Mello, 132 Colonia San Benito in San Salvador.
| Ernannt       | Name                                  | Bemerkungen                                                                                                  | ernannt während der Regierung von    | akkreditiert während der Regierung von | Posten verlassen |
| ------------- | ------------------------------------- | --- | ------------------------------------ | -------------------------------------- | ---------------- |
| 13. Juli 1950 | Francisco Gualberto de Oliveira Filho | | Eurico Gaspar Dutra                  | Óscar Osorio Hernández                 | 5. Juni 1952     |
| 1952          | Amaury Banhos Pôrto de Oliveira       | Geschäftsträger                                                                                              | Getúlio Vargas                       | Óscar Osorio Hernández                 |                  |
| 23. Sep. 1952 | Hygas Chagas Pereira                  | | Getúlio Vargas                       | Óscar Osorio Hernández                 | 26. Sep. 1953    |
| 27. Sep. 1953 | Décio Martins Coimbra                 | | Getúlio Vargas                       | Óscar Osorio Hernández                 | 5. Aug. 1954     |
| 1955          | Celso Antônio de Souza Silva          | Geschäftsträger                                                                                              | Nereu Ramos                          | Óscar Osorio Hernández                 | 1956             |
| 9. Sep. 1956  | Lauro de Andrade Müller               | | Juscelino Kubitschek                 | José María Lemus López                 | 2. Apr. 1961     |
| 1961          | Mário Andrade Corréa                  | Geschäftsträger                                                                                              | Jânio Quadros                        | Miguel Ángel Castillo                  |                  |
| 1961          | António Patriota                      | Geschäftsträger                                                                                              | Jânio Quadros                        | Miguel Ángel Castillo                  | 1956             |
| 19. März 1962 | João Batista Pereira                  | | João Goulart                         | Eusebio Rodolfo Cordón Cea             | 27. Sep. 1963    |
| 1963          | Daniel Joseph Corbett Júnior          | Geschäftsträger                                                                                              | João Goulart                         | Eusebio Rodolfo Cordón Cea             | 1964             |
| 2. Jan. 1964  | Bolivar de Freitas                    | | João Goulart                         | Eusebio Rodolfo Cordón Cea             | 10. Apr. 1964    |
| 1964          | Daniel Joseph Corbett Júnior          | Geschäftsträger                                                                                              | João Goulart                         | Eusebio Rodolfo Cordón Cea             | 1965             |
| 3. Juli 1965  | Wagner Pimenta Bueno                  | | Humberto Castelo Branco              | Eusebio Rodolfo Cordón Cea             | 20. Apr. 1973    |
| 11. Juni 1974 | Renato Bayma Denys                    | [ 1 ] | Ernesto Geisel                       | Arturo Armando Molina                  | 29. Okt. 1975    |
| 30. Okt. 1975 | Fausto Orlando Campello Coelho        | Geschäftsträger                                                                                              | Ernesto Geisel                       | Arturo Armando Molina                  | 30. Nov. 1975    |
| 1. Dez. 1975  | Renato Bayma Denys                    | | Ernesto Geisel                       | Arturo Armando Molina                  | 31. Dez. 1975    |
| 1983          | Guy Marie de Castro Brandão           | 1988 Botschafter in Dakar                                                                                    | João Baptista de Oliveira Figueiredo | Álvaro Alfredo Magaña Borja            |                  |
| 1984          | Mário Loureiro Dias Costa             | | João Baptista de Oliveira Figueiredo | José Napoleón Duarte                   | 1988             |
| 26. Sep. 1991 | Francisco de Lima e Silva             | [ 2 ] | Fernando Collor de Mello             | Alfredo Cristiani Burkard              |                  |
| 6. Apr. 1995  | Luiz Henrique Pereira da Fonseca      | (* 1942) 2004: Botschafter in Helsinki 2008: Konsul in Mailand, 7. September 2012 Generalkonsul in Istanbul. | Fernando Henrique Cardoso            | Armando Calderón Sol                   | 29. Aug. 2001    |
| 29. Aug. 2001 | Maria Lúcia Santos Pompeu Brasil      | [ 4 ] | Fernando Henrique Cardoso            | Francisco Flores Pérez                 |                  |
| 6. Okt. 2004  | Eduardo Prisco Paraiso Ramos          | (* 9. Februar 1951) Sohn von Maria Helena Prisco Paraís Ramos und Celso Ferreira Ramos                       | Luiz Inácio Lula da Silva            | Antonio Saca                           |                  |
| 15. Apr. 2008 | Luiz Felipe Mendonça Filho            | Seit 17. Mai 2012: Botschafter in Managua                                                                    | Luiz Inácio Lula da Silva            | Antonio Saca                           | 14. Sep. 2012    |
| 16. Mai 2012  | José Fiúza Neto                       | (* 19. Januar 1949) Sohn von Cleuze de Souza Fiuza und José Fiuza Filho                                      | Dilma Rousseff                       | Mauricio Funes                         |                  |